# قسطال، اردن
القسطال، جردن یک منطقهٔ مسکونی در اردن است که در استان عمان واقع شده‌است.